# Маріо Шитум
Маріо Шитум (хорв. Mario Šitum, нар. 4 квітня 1992, Загреб) — хорватський футболіст, півзахисник італійської «Реджини». На умовах оренди виступає за «Козенцу».

## Клубна кар'єра
Вихованець клубу «Динамо» (Загреб). 26 лютого 2011 року він дебютував у Першій хорватській лізі, вийшовши в основному складі в гостьовому поєдинку проти «Карловаца». На 12-й хвилині матчу Шитум забив свій перший гол на вищому рівні.
На початку 2012 року Маріо Шитум був відданий в оренду «Локомотиві», де провів 2,5 сезони, після чого влітку 2014 році відразу був відданий в оренду клубу італійської Серії B «Спеції», де провів ще два роки. 
Сезон 2016/17 Маріо відіграв за «Динамо», вигравши з клубом Кубок Хорватії, а влітку 2017 року на правах оренди перейшов до польського «Леха». Тренерським штабом нового клубу також розглядався як гравець «основи». З 2018 року знову став виступати за рідне «Динамо» (Загреб), вигравши 2019 року з клубом чемпіонат та суперкубок Хорватії. Станом на 23 жовтня 2019 року відіграв за «динамівців» 54 матчів в національному чемпіонаті.

## Виступи за збірні
2010 року дебютував у складі юнацької збірної Хорватії (U-18), загалом на юнацькому рівні взяв участь у 8 іграх.
Протягом 2011—2015 років залучався до складу молодіжної збірної Хорватії. На молодіжному рівні зіграв у 14 офіційних матчах, забив 3 голи.
У січні 2017 року зіграв у двох товариських матчах у складі національної збірної Хорватії.

## Статистика виступів

### Статистика клубних виступів
| Сезон                       | Команда                     | Чемпіонат                   | Чемпіонат | Чемпіонат | Національний кубок | Національний кубок | Національний кубок | Континентальні кубки | Континентальні кубки | Континентальні кубки | Інші змагання | Інші змагання | Інші змагання | Усього | Усього | Усього |
| Сезон                       | Команда                     | Ліга                        | Ігор      | Голів     | Ліга               | Ігор               | Голів              | Ліга                 | Ігор                 | Голів                | Ліга          | Ігор          | Голів         | Ігор   | Голів  |        |
| --------------------------- | --------------------------- | --------------------------- | --------- | --------- | ------------------ | ------------------ | ------------------ | -------------------- | -------------------- | -------------------- | ------------- | ------------- | ------------- | ------ | ------ | ------ |
| 2010–11                     | «Динамо» (Загреб)           | 1.ХФЛ                       | 5         | 1         | КХ                 | 1                  | 0                  | ЛЧ                   | 0                    | 0                    | SC            | 0             | 0             | 6      | 1      |        |
| 2011–12                     | «Динамо» (Загреб)           | 1.ХФЛ                       | 11        | 4         | КХ                 | 2                  | 1                  | ЛЧ                   | 5                    | 0                    | -             | -             | -             | 18     | 5      |        |
| Усього за «Динамо» (Загреб) | Усього за «Динамо» (Загреб) | Усього за «Динамо» (Загреб) | 16        | 5         |                    | 3                  | 1                  |                      | 5                    | 0                    |               | 0             | 0             | 24     | 6      |        |
| 2011–12                     | «Локомотива»                | 1.ХФЛ                       | 13        | 1         | КХ                 | -                  | -                  | -                    | -                    | -                    | -             | -             | -             | 13     | 1      |        |
| 2012–13                     | «Локомотива»                | 1.ХФЛ                       | 26        | 2         | КХ                 | 9                  | 7                  | -                    | -                    | -                    | -             | -             | -             | 35     | 9      |        |
| 2013–14                     | «Локомотива»                | 1.ХФЛ                       | 33        | 5         | КХ                 | 0                  | 0                  | ЛЄ                   | 2                    | 2                    | -             | -             | -             | 35     | 7      |        |
| Усього за «Локомотиву»      | Усього за «Локомотиву»      | Усього за «Локомотиву»      | 72        | 8         |                    | 9                  | 7                  |                      | 2                    | 2                    |               | -             | -             | 83     | 17     |        |
| 2014–15                     | «Спеція»                    | B                           | 26+1      | 5         | КІ                 | 0                  | 0                  | -                    | -                    | -                    | -             | -             | -             | 27     | 5      |        |
| 2015–16                     | «Спеція»                    | B                           | 35        | 3         | КІ                 | 5                  | 0                  | -                    | -                    | -                    | -             | -             | -             | 40     | 3      |        |
| Усього за кар'єру           | Усього за кар'єру           | Усього за кар'єру           | 149+1     | 21        |                    | 17                 | 8                  |                      | 7                    | 2                    |               | 0             | 0             | 174    | 31     |        |